# .mz
‎.mz‏ دامنه اینترنتی اختصاص داده شده به موزامبیک است.

## منبع
ویکی‌پدیای انگلیسی، نسخهٔ ۲۰ آوریل ۲۰۰۷